# Distrito de Pólvora

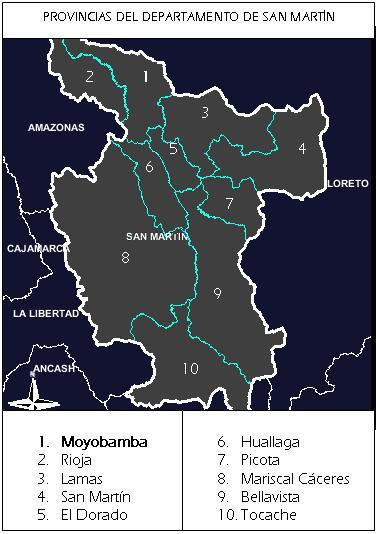
División política del Departamento de San Martín.

El distrito de Pólvora es uno de los seis que conforman la provincia de Tocache ubicada en el departamento de San Martín en el Norte del  Perú.
Desde el punto de vista jerárquico de la Iglesia católica forma parte de la  Prelatura de Moyobamba, sufragánea de la Metropolitana de Trujillo y  encomendada por la Santa Sede a la Archidiócesis de Toledo en España.

## Historia
La comunidad de Pacota (Nombre inicial de Pólvora), tiene su origen en el año 1970, cuando se inicia la apertura de la trocha carrozable para la Carretera Marginal de la Selva, en esta zona el Ministerio de Transportes instaló cinco Campamentos para alojar a los trabajadores, estos se instalaran estratégicamente a orillas de los ríos: Cachiyacu, Pacota, Cerro Mamunchi, Balsayacu, Pulcachi.
En aquellos tiempos los alimentos de primera necesidad eran muy escasos tenían que traerlos por el río Huallaga única vía de comunicación en aquellos tiempos, la cual llegaba con mucha demora por lo que abastecerse de verduras y carne fresca, era imposible, por tal motivo en todo los campamentos se designó a dos cazadores de la zona para abastecer con carne fresca de animales del monte para la alimentación del personal que trabajaba en la apertura de la trocha.
Tales cazadores del río pacota hacían sus caserías diarias en la inmensa llanura que se ubicaba cerca de este campamento, descubriendo que había tierras fértiles para la agricultura y abundancia de animales y peces para vivir cómodamente con todo su familia.
Estos trabajadores regresaban a sus nublos y retornaban al lugar con toda su familia, inicialmente instalaban sus viviendas cerca de los campamentos, posteriormente fueron llegando más familias y amistades con la cual las viviendas aumento considerablemente y tenían que buscar un lugar adecuado para la formación de una nueva comunidad, asentándose cerca de la primera quebrada la cual es producto de la unión de dos quebradas que nacen en la parte alta salada, al unirse emanan un olor a Pólvora, y como la Población se ubicó cerca de esta quebrada le pusieron el nombre de POLVORA al nuevo pueblo, debido a olor de sus aguas.
Pólvora comenzó a poblarse a inicios del año 1973, paralelamente también comenzó a formarse pequeños poblaciones en Cachiyacu, Balsayacu, Nuevo San 
Martín, en el mismo año. Pólvora inicio sus gestiones para crearse como caserío, teniendo a los siguientes moradores:
Clemente Panduro Arévalo, María Saldaña Tanama, Máximo Tapullima Sangama, Augusto Shapiama, Pedro Cachique Yahuarcanci, Etelvina Murrieta Saldaña, Higinio Tuanama Fasabi, Manuel Sangama, Gabina Sangama Viena, Irma Peña Sangama, Lasbith Cachique Murrieta, Dominga Salas Camapa, William Murrieta Saldaña, María Salas Sotalaya, Fernando Murrieta Saldaña, Yovith Hidalgo Valles, Roque Sangama, Hilda Rojas Marino, Panduro Pérez, Elisa Tapullima Fasabi, Hernando Hidalgo Valles, Emiliano Sangama, Lizardo Tuanama, Vicente Vásquez Paredes.
Entre otros, todos ellos procedentes de Juanjui, Bellavista, Tarapoto y otros lugares de la Región San Martín.
Después de un año de gestión el 25 de marzo de 1974 fue reconocido como caserío del distrito de Tocache, Provincia de Mariscal Cáceres. También en el mismo año recibieron la resolución de creación del Centro Educativo (Hoy CEPS n.º 0636).
Las primeras autoridades fueron:
-	Máximo Tapullima Sangama 	: Agente Municipal
-	Vicente Vásquez Paredes 	:Teniente Gobernador
-	Mirtha Herrera Gómez		: Profesora

## Geografía
La capital se encuentra situada a 450 m s. n. m.

## Parque nacional  Cordillera Azul
Situado al norte del Distrito, en la margen derecha del río Huallaga, abarca unas 1 536 ha, en dos pequeñas áreas que limitan con la provincia de Bellavista, del departamento de San Martín.